# Andrei Alexandrowitsch Jewsjukow
Andrei Alexandrowitsch Jewsjukow (russisch Андрей Александрович Евсюков; * 28. Juni 1986 in Raduschny) ist ein russischer Bogenbiathlet.
Andrei Jewsjukow, der seine Karriere als Skilangläufer begann, erreichte seinen größten internationalen Erfolg bei den bislang letzten ausgetragenen internationalen Meisterschaften in der Sportart, den Bogenbiathlon-Europameisterschaften 2008 in Moskau. Im Sprintrennen verpasste er als Viertplatzierter hinter Andrei Michailow und Pawel Borodin trotz nur eines Fehlers die Medaillenränge, gewann danach aber das darauf basierende Verfolgungsrennen. Im Massenstartrennen wurde er Fünfter und gemeinsam mit Andrei Michailow drittbester Bogenschütze der Veranstaltung.